# Goese Meer
Het Goese Meer is een meer, dat aan het einde van de 20ste eeuw is aangelegd. Het is aangesloten op het kanaal Goes - Goese Sas en heeft een rechtstreekse verbinding met de Oosterschelde.
Rondom het meer liggen 400 woningen in de gelijknamige wijk, allen gebouwd tussen 1993 en 2000, en de Goese golfbaan. Het clubhuis hiervan ligt op een eiland in het meer.

## Regatta
Sinds 1997 wordt op het meer jaarlijks de Goese Meer Regatta georganiseerd. Begin mei start de regatta, die bestaat uit ongeveer 15 wedstrijden. De start is altijd op zondagochtend om 11 uur.